# Re:Play-Girls リプレイガールズ
『リプレイガールズ』（Re:Play-Girls）は、2010年9月25日公開の日本映画。PG-12指定。

## 概要
女子高生たちが戦うサバイバルアクション映画。Yuki Saitoの第一回長編監督作品。
主演はアイドリング!!!6号としても活動している外岡えりか。2010年8月1日に、Brillia SHORT SHORTS THEATERと21日に豊川コロナシネマワールドで先行上映、9月25日よりシネマート六本木ほか全国6館で2週間限定順次公開。制作発表直後の仮題は『Re:Play-Girls 幻影学園』。
2010年7月7日よりUstream番組『Re:Play-Girls リプレイガールズ channel』をアイ・カフェAKIBA PLACE店内にあるUstreamスタジオAkibaから公開生放送を全9回配信。MCはオケタニイクロウ。
キャッチコピーは「死にたい美少女たちは生きるために戦った―」。

## ストーリー
イジメに耐えかね自殺を決心し自殺系サイトに書き込んだミチ。ミチら自殺志願者の12名の女子高生たちは孤島に集められ、強制的に自殺ゲーム『リプレイガールズ』に参加させられる。目の前で行われる死に少女たちは生きるための強さと大切さを学んでいく。

## キャスト
- ミチ - 外岡えりか（アイドリング!!!）
- アリサ - 佐武宇綺（ミスマガジン2009、9nine）
- ハルナ - 佐藤さくら（ミスマガジン2008）
- リオ - 小泉麻耶（日テレジェニック2009）
- カホ - かの夏帆（ミスフラッシュ2008）
- ワカナ - 三浦萌
- マミ - 小林香菜（AKB48）
- チヒロ - 藤沢玲花
- コナツ - 真知りさ
- モモ - 水野神菜
- キヨミ - 早麻ひかる
- サヤ - 藤波心
- ユナ - 遠藤舞（アイドリング!!!）（友情出演）
- ナナ - 加藤やよい
- トモ - 渡部やえ
- 実原（自殺案内人） - 大坂俊介

## スタッフ
- 監督・脚本 - Yuki Saito
- アクション監督 - 鈴村正樹
- プロデューサー - 伊藤主税
- 共同プロデューサー - 鈴木恒安、小出由佳
- ラインプロデューサー - 宮下登
- キャスティング - 鈴木哲也
- 撮影監督 - Teruhisa Yoshida
- アクション監督 - 鈴村正樹
- 撮影 - 加藤哲宏
- 照明 - ウォーターメソッドマン
- 録音 - Huntley Nicholas
- メイク - 竹村由三子
- 衣装 - 山崎裕太
- 音楽 - H.L.EURO
- 編集 - 石川慶
- 整音 - 辻井一郎
- メイキング - 井街龍二
- 配給・宣伝 - タケヤCMJ
- 宣伝協力 - フーテンキ
- 特別協賛 - 永大
- 協賛 - アイメディカルシステム、夢コーポレーション、Wano
- 制作 - アドウェイズピクチャーズ
- 製作 - Re:Play-Girls製作委員会
- 製作プロダクション - 株式会社アドウェイズピクチャーズ
- 協力 - 有限会社ジープレス

## 主題歌
- SEX MACHINEGUNS『DEATH GAME』